# Кан, Седрик
Седри́к Кан (фр. Cédric Kahn, 17 июня 1966, Париж) — французский кинорежиссёр, сценарист и актёр. Среди его фильмов: «Желание» (1998) и «Роберт Зукко» (2001), который был номинирован на «Золотую пальмовую ветвь».

## Биография
Седрик Кан родился в семье архитектора и матери-фармацевта. После того, как он получил степень бакалавра, уехал в столицу.

## Фильмография

#### Актёр
| Год  | Название на русском            | Оригинальное название          | Роль                  | Примечания |
| ---- | ------------------------------ | ------------------------------ | --------------------- | ---------- |
| 1995 | Не забудь, что скоро ты умрёшь | N'oublie pas que tu vas mourir | друг Бенуа            |            |
| 2012 | Алия                           | Alyah                          | Исаак                 |            |
| 2013 | Покажите язык, мадемуазель     | Tirez la langue, mademoiselle  | доктор Борис Писарник |            |
| 2015 | Анархисты                      | Les Anarchistes                | Гаспар                |            |
| 2016 | Любовь не по размеру           | Un homme à la hauteur          | Брюно Кассони         |            |
| 2016 | Семейный бюджет                | L'économie du couple           | Борис                 |            |
| 2018 | Холодная война                 | Zimna wojna                    | Мишель                |            |
| 2018 | Умри, но сделай                | Marche ou crève                | Франсуа               |            |
| 2019 | С днём рождения                | Fête de famille                | Винсент               |            |
| 2022 | Шрамы Парижа                   | Novembre                       | Мартин                |            |

#### Режиссёр, сценарист
| Год  | Название              | Оригинальное название              | Режиссёр | Сценарист | Примечания                                                                                      |
| ---- | --------------------- | ---------------------------------- | -------- | --------- | ----------------------------------------------------------------------------------------------- |
| 1990 |                       | Les Dernières Heures du millénaire | Да       | Да        | короткометражный фильм                                                                          |
| 1991 | Бар на рельсах        | Bar des rails                      | Да       | Да        | полнометражный дебют                                                                            |
| 1994 | Слишком много счастья | Trop de bonheur                    | Да       | Да        | премия Жана Виго, премия молодёжного жюри за лучший французский фильм на Каннском кинофестивале |
| 1998 | Желание               | L’Ennui                            | Да       | Да        | премия Луи Деллюка, премия Северной и Южной Америки на Монреальском всемирном кинофестивале     |
| 2018 | Молитва               | La prière                          | Да       |           |                                                                                                 |

- 1994 — «Tous les garçons et les filles de leur âge…» (специальное упоминание ФИПРЕССИ на фестивале молодого кино в Торонто)
- 1995 — Culpabilité zéro (телевизионный, сценарий совместно с И. Ферруки)
- 2001 — Роберто Зукко / Roberto Succo (номинация на «Золотую пальмовую ветвь» Каннского кинофестиваля)
- 2004 — Красные огни / Feux rouges (по роману Жоржа Сименона, номинация на Золотого медведя Берлинского кинофестиваля)
- 2005 — L’Avion / Живой самолёт
- 2009 — Regrets / Сожаления

## Признание
Председатель приёмной комиссии на вступительных экзаменах во Французскую Национальную киношколу (La Fémis, 2001).